# Lucie Matthias
Lucie Matthias, verheiratete Lucie Matthias-Tronnier (1878 in Hamburg – 1954 in Wunstorf), war eine deutsche Theaterschauspielerin und Lehrerin für Sprache und Rezitation in Hannover.

## Leben
Lucie Matthias entstammte einer Künstlerfamilie, der Großvater stammt aus Königsberg und war Ballettmeister an der Oper in Dresden. Er heiratete die am selben Haus tanzende Ballerina. Aus dieser Ehe des Tänzerpaares ging eine Tochter hervor, die nach Schweizer Internatszeit den lyrischen Tenor Hermann Matthias, Tuchhändlersohn aus Burg bei Magdeburg, heiratete. Der Operntenor gastierte längere Zeit in Hamburg, wo Lucie Matthias 1878 geboren wurde. Nach schweren Schicksalsschlägen, Verlust eines Bruders und Tod des Vaters mit 36 Jahren, zog sich die Familie nach Frankfurt zurück, wo Lucie zur Schule ging. 1897 begann sie mit 16 Jahren ihre Bühnenlaufbahn in Mainz. Nach einem Engagement am Berliner Theater ging sie 1900 ans Hoftheater in Kassel, um dann 1901 in Hannover am Residenztheater aufzutreten.
„M. hat viel Theaterblut und vertritt in sympathischer Weise das Fach der Naiven. Warme Innigkeit im Ton und gesunde Ansätze zur Charakterisierung sind hervorstechende künstlerische Eigenschaften derselben“, heißt es über Matthias in Ludwig Eisenbergs Großem biographischen Lexikon der Deutschen Bühne im XIX. Jahrhundert. Vorzugsweise im modernen Stück erfolgreich tätig, gehörten „Clärchen“ (Sodoms Ende), „Grille“, „Käthie“ (Alt-Heidelberg), „Vittorino“ (Renaissance) etc. zu ihren besten Rollen.
Um 1920 war sie Lehrerin für Sprache und Rezitation in der Opernschule und Leiterin der Abteilung für Sprechkunst im Städtischen Konservatorium Hannover.
Nach der Eheschließung 1904 mit Georg Tronnier, den sie am Theater kennen lernte, und der Geburt der Tochter Mirjam gab sie jugendlichen Theatereleven Schauspiel- und Sprechunterricht im eigenen Haus und für Damen der Gesellschaft literarische Kurse. Nach der Scheidung 1925 machte sie sich in Hannover einen Namen als „Sprechmeisterin“, als Lehrerin für „Atemgymnastik, Rezitation und Redevortrag“.
Am 30. März 1931 wurde sie von der Johann Wolfgang von Goethe-Gesellschaft in Weimar eingeladen und
rezitierte dort „Aus den Briefen von Goethes Mutter“. Nach langem Leiden verstarb sie 76-jährig 1954 in einem Krankenhaus in Wunstorf. Zu ihrem Tode erschien ein würdigender Nachruf in der Hannoverschen Allgemeinen.